# Centaurea giardinae
Il fiordaliso di Giardina (Centaurea giardinae Raimondo & Spadaro, 2006) è una specie di pianta, angiosperma dicotiledone, appartenente alla famiglia delle Asteraceae, endemica della Sicilia.

## Etimologia
Il nome generico (Centaurea) deriva dal Centauro Chirone. Nella mitologia greca si racconta che Chirone, ferito ad un piede, guarì medicandosi con una pianta di fiordaliso. Il nome della specie è un omaggio alla memoria del florista siciliano Girolamo Giardina (1943-2006).

## Descrizione
Questa pianta è verdastra multicaule, alta 45–85 cm. La forma biologica è emicriptofita scaposa (H scap), ossia in generale sono piante erbacee, a ciclo biologico perenne, con gemme svernanti al livello del suolo e protette dalla lettiera o dalla neve e sono dotate di un asse fiorale eretto e spesso privo di foglie.

### Fusto
I fusti sono eretti, ramoso-corimbosi a partire dalla metà inferiore e con rami gracili, sparsamente pelosi, scabretti all'estremità.

### Foglie
Le foglie primordiali sono indivise, lanceolate, fugaci o raramente persistenti e lirato-pennatifide; le radicali sono pubescenti, pennatifide, lunghe fino a 15 cm con segmenti strettamente ellittici (3 - 4 volte più lunghi che larghi); le foglie caulinari sono verdi di 3–5 cm, lineari e quelle degli scapi fiorali sono progressivamente ridotte.

### Infiorescenza
Le infiorescenze (composte da capolini) sono scapose o di tipo corimboso. I capolini, discoidi e omogami, sono formati da un involucro a forma ovoide-allungato (10-12 x 5–6 mm) composto da brattee (o squame) disposte su più serie all'interno delle quali un ricettacolo fa da base ai fiori. Le squame dell'involucro, di colore bruno scuro nella metà superiore, sono pettinato-ciliate di 3–4 mm, munite di 4-7 ciglia ialine per lato e con apice mucronato, leggermente incurvato. Il ricettacolo, provvisto di pagliette a protezione della base dei fiori, può essere rivestito di pula (come il chicco del grano o del riso), oppure può essere setoloso, raramente è nudo (senza pagliette).
I fiori in genere sono tubulosi (del tipo actinomorfi), e sono tetra-ciclici (ossia sono presenti 4 verticilli: calice – corolla – androceo – gineceo) e pentameri (ogni verticillo ha 5 elementi). I fiori sono inoltre ermafroditi e fertili. Molto raramente sono presenti dei fiori periferici radiati e sterili.
- Formula fiorale:

- /x K {\displaystyle \infty }, [C (5), A (5)], G 2 (infero), achenio

- Calice: i sepali del calice sono ridotti ad una coroncina di squame.
- Corolla: la corolla in genere è colorata di rosso purpureo ed è formata da un tubo terminante in 5 lobi.
- Androceo: gli stami sono 5 con filamenti liberi, papillosi o raramente glabri e distinti, mentre le antere sono saldate in un manicotto (o tubo) circondante lo stilo.[13] Le antere in genere hanno una forma sagittata con base caudata. Il polline normalmente è tricolporato a forma sferica o schiacciata ai poli.
- Gineceo: lo stilo è filiforme con due stigmi divergenti. L'ovario è infero uniloculare formato da 2 carpelli. L'ovulo è unico e anatropo.
- Fioritura: maggio-luglio.

### Frutti
Il frutto è un achenio con un pappo. Le forme dell'achenio possono essere obovoidi-fusiformi, compresse lateralmente, con areole a inserzione diritta o laterale-abassiale. Il pericarpo dell'achenio possiede delle sclerificazioni radiali spesso provviste di protuberanze. Il pappo, lungo un quarto del frutto, è inserito su una piastra apicale all'interno di una anello di tessuto parenchimatico. Le setole del pappo sono disposte su una o più serie e sono decidue come un pezzo unico e si presentano barbate o piumate.

## Biologia
- Impollinazione: l'impollinazione avviene tramite insetti (impollinazione entomogama tramite farfalle diurne e notturne).
- Riproduzione: la fecondazione avviene fondamentalmente tramite l'impollinazione dei fiori (vedi sopra).
- Dispersione: i semi (gli acheni) cadendo a terra sono successivamente dispersi soprattutto da insetti tipo formiche (disseminazione mirmecoria). In questo tipo di piante avviene anche un altro tipo di dispersione: zoocoria. Infatti gli uncini delle brattee dell'involucro si agganciano ai peli degli animali di passaggio disperdendo così anche su lunghe distanze i semi della pianta.

## Distribuzione e habitat
- Geoelemento: il tipo corologico (area di origine) è Endemico
- Distribuzione: l'areale della specie è ristretto allo spazio altocollinare, submontano e montano del comprensorio etneo (Sicilia orientale).
- Habitat:  l'habitat preferito per queste piante sono le rupi vulcaniche.
- Distribuzione altitudinale: sui rilievi, in Italia, queste piante si possono trovare oltre i 700 m s.l.m..

## Conservazione
La popolazione di Centaurea giardinae, seppure discontinua, è consistente e non esposta a rischi evidenti. Nel territorio etneo, le ricorrenti manifestazioni eruttive del vulcano potrebbero causare danni alla sua consistenza anche, se ciò rientra nella dinamica naturale dei popolamenti biologici legati ai sistemi vulcanici attivi.

## Tassonomia
La famiglia di appartenenza di questa voce (Asteraceae o Compositae, nomen conservandum) probabilmente originaria del Sud America, è la più numerosa del mondo vegetale, comprende oltre 23.000 specie distribuite su 1.535 generi, oppure 22.750 specie e 1.530 generi secondo altre fonti (una delle checklist più aggiornata elenca fino a 1.679 generi). La famiglia attualmente (2021) è divisa in 16 sottofamiglie.
La tribù Cardueae (della sottofamiglia Carduoideae) a sua volta è suddivisa in 12 sottotribù (la sottotribù Centaureinae è una di queste).
Il genere Centaurea elenca oltre 700 specie distribuite in tutto il mondo, delle quali un centinaio sono presenti spontaneamente sul territorio italiano.

### Filogenesi
La classificazione della sottotribù rimane ancora problematica e piena di incertezze. Il genere di questa voce è inserito nel gruppo tassonomico informale Centaurea Group formato dal solo genere Centaurea. La posizione filogenetica di questo gruppo nell'ambito della sottotribù è definita come il "core" della sottotribù; ossia è stato l'ultimo gruppo a divergere intorno ai 10 milioni di anni fa.
Questa pianta fa parte del "Complesso di C. parlatoris" i cui caratteri principali sono:
- il portamento è composto da erbe perenni con superfici da glabre a pubescenti-tomentose;
- i fusti sono eretti e ramificati;
- le foglie (soprattutto quelle inferiori) variano da bianco-lanose a grigio-tomentose;
- gli involucri dei capolini sono ovoideo-piriformi (diametri tipici 5 – 13 mm);
- le appendici delle brattee sono scure;
- il pappo è presente.

A questo gruppo appartengono le seguenti specie (sono indicati alcuni caratteri distintivi per ogni specie):
- C. giardinae Raimondo & Spadaro: la forma dell'involucro è ovoide-allungata (2/3 più lungo che largo); il pappo è lungo 1/4 dell'achenio.
- Centaurea parlatoris Heldr.: le piante sono verdi (da glabre a glabrescenti); il pappo è lungo come l'achenio.
- Centaurea gussonei Raimondo & Spadaro: le piante sono bianco-tomentose; il pappo è lungo come l'achenio.
- Centaurea sicana Raimondo & Spadaro: la forma dell'involucro è quasi cilindrica (2 volte più lungo che largo); il pappo è lungo 1/4 dell'achenio.

Il numero cromosomico di C. giardinae è: 2n = 18.